# Giovanni Battistelli
Giovanni Battistelli OFM (Spello, Úmbria, Itália, 28 de dezembro de 1933 - Montefalco, Úmbria, Itália, 20 de outubro de 2011) foi um sacerdote religioso italiano e Custódio da Terra Santa de 1998 a 2004.
Giovanni Battistelli frequentou o Collegio Serafico della Provincia Serafica di S. Francesco d'Assisi dell'Umbria, depois as escolas secundárias de Città di Castello e Perugia (1949-1951). Em 13 de agosto de 1951 entrou no Convento Franciscano de Amelia em Terni e emitiu os primeiros votos em 14 de agosto de 1952. Estudou filosofia no seminário religioso de São Damião e teologia no colégio religioso de Porciúncula. Em 8 de setembro de 1955 fez a profissão solene. Em 1959 foi ordenado diácono na Igreja do Patriarcado de Jerusalém. Em 29 de junho de 1960, foi ordenado sacerdote por Alberto Gori, Patriarca Latino de Jerusalém. Completou seus estudos em ciências orientais no Pontifício Instituto Oriental de Roma em 1963. A partir de 1963 passou muitos anos de sua vida religiosa no Próximo e Médio Oriente, especialmente no Egito.
Giovanni Battistelli foi eleito pelo Definitório Geral, órgão supremo de governo dos franciscanos em Roma, e nomeado por decreto da Santa Sé em 1998. Foi superior canônico da Custódia da Terra Santa até 2004 e recebeu o título de Custódio (= Guardião) da Terra Santa.
Durante o seu mandato, testemunhou a peregrinação do Papa João Paulo II (2000), a eclosão da segunda Intifada (2000-2004) e, em abril de 2002, o cerco pelas forças israelenses à Igreja da Natividade em Belém, onde havia havia um grande grupo de combatentes palestinos entrincheirados.